# Johann Albrecht von Korff

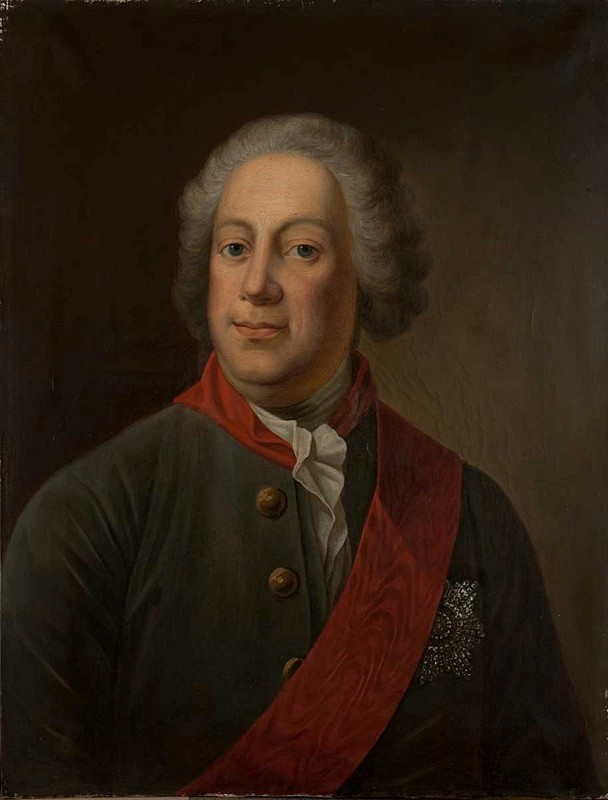
Johann Albrecht von Korff.

Johann Albrecht von Korff, född den 30 november 1697 på Rengenhof i Kurland, död den 7 april 1766 i Köpenhamn, var en rysk baron och diplomat.

## Biografi
von Korff blev 1740 rysk minister i Köpenhamn och anställdes 1745 som envoyé extraordinaire i Stockholm. Här kastade han sig lidelsefullt in i partistriderna och framträdde vid riksdagen 1746–47 i överensstämmelse med sin regerings order som ivrig befordrare av mösspartiet i dess kamp mot hattarna. 
Ledd av personliga antipatier gentemot rådets främste man, C.G. Tessin, och okritiskt litande på sina rådgivare bland mössorna, strödde von Korff omkring sig ryskt guld för att befordra mössornas seger, gick deras ärenden inför sin egen regering, rekommenderade deras förslag och råd och överdrev deras framgångar och utsikter. 
Samtidigt överhopade han svenska regeringen med memorial, fulla av klagomål, råd och hotelser. I november 1746 gick han så långt, att han tilldelade arvfursten Adolf Fredrik en skrapa för hans förbindelser med hattpartiet. Detta framkallade en antirysk demonstration, den på A.J. von Höpkens initiativ tillkomna, "Nationella förklaringen". 
von Korffs uppträdande vann till en början mycket gillande i Sankt Petersburg och förskaffade honom (22 januari 1746) rangen av ambassadör, men mössornas stora nederlag vid rådsvalen i december 1746 öppnade ryska regeringens ögon för överdrifterna i von Korffs skildring av det inre läget och för hans okloka tillvägagående. 
Han fick uppbära många förebråelser, befalldes inställa penningutbetalningarna till mössornas riksdagsutgifter och fick i juli 1747 återta den lägre rangen av envoyé. Trött på von Korffs övermod, begärde kung Fredrik i ett handbrev till kejsarinnan Elisabet hans rappell. 
Han rappellerades också den 1 februari 1748, men samtidigt underrättades kung Fredrik om von Korffs utnämning till geheimeråd som tecken på hans goda tjänster, varjämte fordrades, att svenske envoyén i Petersburg, Gustaf Wulfwenstierna, skulle återkallas. I maj 1748 förflyttades von Korff tillbaka till Köpenhamn. 
von Korff var, innan han 1740 lämnade Ryssland, president i vetenskapsakademien; han samlade ett stort bibliotek, varav en betydande del på 1800-talet förärades Helsingfors universitet. En biografi över von Korff författades 1847 av hans frände greve Modest Andrejevitj von Korff.